# Besquides
Besquides (em polonês/polaco:  Beschidy, em tcheco/checo:  Beskydy) é o nome tradicional de uma cadeia montanhosa que faz parte dos Cárpatos Ocidentais, situada a sudeste dos Sudetos e a norte das montanhas Tatra, e que corresponde à Fronteira Polônia-Chéquia.